# Vol Garuda Indonesian Airways 150
Le 24 septembre 1975, un Fokker F28 assurant le vol Garuda Indonesian Airways 150, un vol intérieur régulier entre l'aéroport de Kemayoran, à Jakarta, et l'aéroport international Sultan-Mahmud-Badaruddin-II, à Palembang, s'est écrasé lors de la phase d'approche par mauvais temps, à seulement 4 km de Palembang. L'accident a tué 25 des 61 passagers et membres d'équipage à bord de l'avion, ainsi qu'une personne au sol.

## Avion
L'appareil impliqué est un Fokker F28-1000, immatriculé PK-GVC et construit en 1971. Il a effectué plus de 1000 heures de vol pour Garuda Indonesian Airways au moment de l'accident.

## Accident
Le vol 150 a décollé de l'aéroport de Kemayoran pour un vol court-courrier à destination de l'aéroport international Sultan-Mahmud-Badaruddin-II, avec 61 passagers et membres d'équipage à bord. 
Moins d'une heure après le décollage, le vol 150 a été autorisé par les contrôleurs aériens de Palembang à commencer son approche pour atterrir sur la piste 28. Les volets et le train d'atterrissage sont alors sortis alors que l'avion approchait de l'aéroport, pendant que la visibilité dans la région se réduisait à environ 50 m en raison du brouillard. 
Le vol 150 est entré dans le brouillard deux minutes plus tard. La queue de l'avion a heurté la cime de plusieurs arbres et s'est écrasée en le brisant en 2 tronçons. Il n'y a pas eu d'incendie après le crash. L'accident a tué 25 personnes à bord et 1 personne au sol. 36 passagers ont survécu à l'accident et ont été transportés dans un hôpital local.

## Cause
L'enquête sur cet accident a révélé que la cause principale est la décision, prise par les pilotes, d'effectuer une approche à vue dans des conditions météorologiques inférieures aux minimums requis pour ce type d'approche. Le vol 150 était également en vent arrière lors de l'approche, ce qui a augmenté la vitesse de descente de l'appareil.  
Les enquêteurs n'ont pas pu déterminer avec certitude pourquoi le contrôle aérien n'a pas demandé aux pilotes du vol 150 d'exécuter une approche interrompue ou pourquoi les pilotes eux-mêmes n'ont pas exécuté d'approche interrompue.